# Florent Van Pollaert
Florent Van Pollaert, né le 17 octobre 1937 à Bornem (province d'Anvers), est un coureur cycliste belge, professionnel en 1961 et 1962. 

## Palmarès
- 1959
  - Bruxelles-Opwijk
  - 3e du Grand Prix d'Affligem
- 1960
  - Circuit des Ardennes flamandes
  - Heestert-Tournai-Heestert
- 1961
  - Circuit du Houtland

## Résultats sur les grands tours

### Tour d'Italie
- 1961 : abandon (6e étape)